# Yves Gaucher
Yves Gaucher (3 janvier 1934 - 8 septembre 2000) est un peintre et graveur abstrait canadien. Il est devenu membre de l'Ordre du Canada en 1981 et considéré comme un chef de file parmi les graveurs du Québec dans les années 1950 et 1960. Son travail a été présenté dans plusieurs galeries importantes, dont le Musée des beaux-arts du Canada à Ottawa, le Musée d'art moderne de New York, le Musée national des beaux-arts du Québec et le Victoria and Albert Museum de Londres. 

## Biographie

### Jeunesse et formation
Yves Gaucher est né le 3 janvier 1934 à Montréal de Tancrède Gaucher, pharmacien et opticien, et Laura Élie Gaucher, sixième des huit enfants. 
Il fréquente le Collège Brébeuf à Montréal en 1948. On l'expulse pour avoir dessiné des images immorales.  Ces images ont en fait été copiées de ses manuels sur l'art grec ancien et égyptien. Un an après son expulsion, il est passé dans une école protestante de langue anglaise, Sir George Williams College et c'est là qu'il a suivi son premier cours d'art. 
La musique était très importante pour Gaucher. Élevé dans un foyer musical où tout le monde jouait d'un instrument, Gaucher a repris la trompette à l'âge de douze ans. Son premier emploi à temps plein a été à la CBC, où il a commencé dans la salle du courrier. Son ambition était de devenir un présentateur radio avec son propre programme de jazz. Entre-temps, il joue des concerts la nuit et organise également quelques jam sessions en 1955-1956 à la Galerie L'Actuelle, fondée par Guido Molinari. 
Après la CBC, il est engagé par la Canadian Pacific Steamship Line pour un travail dans ses bureaux de Montréal et de Halifax. 
Après avoir rencontré Arthur Lismer, un artiste du Groupe des Sept, Gaucher décide d'étudier l'art sérieusement. Il s'inscrit à l'École des beaux-arts de Montréal en 1954, mais est expulsé en 1956 pour avoir suivi,uniquement les cours qui l'intéressaient. Après son expulsion, il a continué à étudier l'art seul, tout en gagnant un revenu grâce à divers emplois. Gaucher est ensuite retourné à l'École pour étudier la gravure avec Albert Dumouchel, où il a créé une technique controversée de gaufrage lourd. Face à la critique, il décrit sa technique comme un moyen de défier les "tabous" traditionnels. 

### Carrière

#### Débuts
La carrière artistique de Gaucher commence quand il installe une exposition à la Galerie d'Échange à Montréal en 1957. Il devient le président fondateur des Associations des Peintures-Gravures de Montréal en 1960. 
En 1962, Gaucher se rend en Europe grâce à une subvention du Conseil des Arts du Canada. À Paris, il découvre la musique d'Anton Webern, qui devient une influence majeure. Dans ses œuvres, il commence à incorporer des géométries plus irrégulières par opposition aux formes strictement géométriques, ainsi que de plus grands contrastes de couleurs. Il pense que cela représente  mieux l'atonalité de la musique de Webern.   

#### Modernisme
En 1964, Gaucher a commence à se concentrer sur la peinture au lieu de la gravure. Une influence majeure dans ses premières peintures a été le style d'artistes tels que Barnett Newman et Mark Rothko, qui faisaient partie d'une école d'art connue sous le nom de New York Modernists. Cela l'amène à créer des œuvres similaires qui imitent la structure de l'art moderniste. Certaines des caractéristiques de l'œuvre qu'il a produit à cette époque incluent l'utilisation d'objets géométriques réguliers et de panneaux plats de couleur sur des toiles inhabituellement grandes. Il a également créé l'art en utilisant des relations mathématiques, y compris la symétrie, la structuration et les relations spatiales, ce qui a finalement conduit à des œuvres monochromatiques. 
En 1966, des œuvres de Gaucher ainsi que celles d'Alex Colville et Sorel Etrog représentent le Canada à la Biennale de Venise.   
Gaucher a joué un rôle crucial dans le développement du style artistique des bandes de couleurs, créé en 1970. Cette forme de peinture se compose de larges bandes de couleurs uniformes. Gaucher a également étendu la peinture en bandes de couleurs pour inclure des œuvres de plans horizontaux de couleurs contrastées. L'intérêt de Gaucher pour l'art mathématique a persisté, car il a créé des œuvres basées sur la théorie du chaos et la ligne diagonale. 
En 1980, Gaucher est nommé membre de l'Ordre du Canada et nommé membre en 1981. Durant cette période, il enseigne à l'Université Concordia à Montréal où parmi ses élèves se trouve Joan Rankin. Une blessure à l'épaule et d'autres problèmes de santé l'obligent à peindre sur des surfaces plus petites, et il recommence à créer des collages, l'une de ses premières pratiques. 
Il est membre de l'Académie royale des arts du Canada. 
Il est décédé à Montréal le 8 septembre 2000. 

### Vie privée
En 1964, il épouse Germaine Chaussé. Ils ont eu deux fils : Benoit Gaucher est né en 1968, et Denis Gaucher en 1970.

## Œuvres
Une liste partielle des œuvres de Gaucher :

### Estampes
- Sans titre (1958)
- Espace linéaire n ° 1 (1958)
- La Tête n ° 2 (1958)
- Sans titre (1959)
- 143 ° (1960)
- Sotoba (1961)
- Asagao (1961)
- Naka (1962)
- Lux (1962)
- Sgana (1962)
- Houda (1963)
- Sono (1963)
- En hommage à Webern (1963) (série)
- Fugue jaune (1963)
- Transitions (1966) (série)
- Jéricho (1978)
- Fente (1986)
- Signal (1991)
- Pauses (1993)
- En pièces détachées (1996) (série)

### Peintures
- Conclusion 230 (1960)
- Square Dances (1964) (série)
- Point-contrepoint (1965)
- Signals / Silences (1965) (série)
- Ragas (1966) (série)
- Alap (1967)
- Gris sur gris (1967-1969) (série)
- R-69 (1970)
- Champ vert (1971)
- Bandes de couleurs (1971–75) (série)
- Orange-jaune (1977)
- Jericho: An Allusion to Barnet Newman (1978) (série)
- Inversions 1 et 2 (1980)
- Phase I, II et III (1981)
- New Works on Paper (1986) (série)
- Peintures sombres (1986) (série)
- Trinome (1996) (série)
- Rouge, bleu et jaune (1998)

## Conservation
Son travail a été présenté dans plusieurs galeries importantes, dont le Musée des beaux-arts du Canada à Ottawa, le Musée d'art moderne de New York, le Musée national des beaux-arts du Québec et le Victoria and Albert Museum de Londres.